# لئونس دپره
لئونس دپره (فرانسوی: Léonce Deprez‎; ۱۰ ژوئیهٔ ۱۹۲۷ – ۷ ژوئیهٔ ۲۰۱۷) بازیکن فوتبال اهل فرانسه بود.
وی در تیم ملی فوتبال فرانسه بازی کرده‌است. او همچنین برندهٔ جوایزی همچون لژیون دونور (افسر) شده‌است.